# أنطونيو سافيدرا
أنطونيو سافيدرا هو بحار كوبي، (و. 1882  م).

## وصلات خارجية
- أنطونيو سافيدرا على موقع أوليمبيديا (الإنجليزية)